# ポール・ケリー (ギャング)

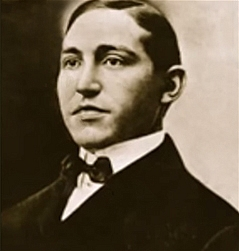
ポール・ケリー

ポール・ケリー（Paul Kelly、1876年12月23日- 1936年4月3日）はアメリカ合衆国のイタリア系ギャング。本名はパオロ・アントニオ・ヴァッカレリ(Paolo Antonio Vaccarelli)。

## 来歴

### 初期
ニューヨーク生まれ。親はイタリア南部バジリカータ州ポテンツァの移民。職を転々とし、波止場の荷役人夫として働いた。1896年バンタム級プロボクサーになり、数々の懸賞試合に出場した。成績は浮き沈みがあったが、テクニカルで娯楽性に富むボクサーとして有名になった。1901年7月、ボクサーとしては最後の試合でキッド・グリッフォと戦った。

### ポール・ケリー・ギャング
ボクサーを辞めた後、マンハッタンのロウアー・イースト・サイドでストリートギャングになった。1901年、マルベリー・ストリートにポール・ケリー協会（Paul Kelly Association）を設立して活動の拠点とし、賭博と売春を手がけ、政治組織タマニーホールの汚職政治家ティモシー・サリヴァンの汚れ役仕事を請け負い、不正投票や政敵の妨害工作を行った。武闘グループを組織し、ポン引き、ボクサー崩れを雇っては派遣した。商店やレストランに用心棒代を要求し、従わないと店を破壊した。非合法のスポーツイベントを開催し、プロレスやボクシングの試合を組んで客を集めた。ボクシングはアイルランド系移民の催し物だったが世紀の変わり目からイタリア系やユダヤ系が興行を始めていた。1903年5月14日、自らレスラーとしてエキシビションマッチに出場、ゲットー・チャンピオンの異名を持つジョー・バーンスタインと戦い、15分で喧嘩に変わった（試合はバーンスタインの反則負け）。
警察の度重なるガサ入れで何度もアジトを変えたが、1903年9月、バワリーのニューブリトンに拠点を据えた。イースト・ハーレムやニュージャージーにも支部を設けて、勢力を拡大した。1903年9月19日、イーストマンズとリヴィングトンで壮絶なガンファイトとなり、100発以上の発砲があった。
ニューブリトン・アスレティッククラブ(New Brighton Athletic Club)ではボクシングマッチが行われ、連日盛況だった。隣に開店したリトル・ナポリ・カフェ(Little Naples Café)は、ギャングの巣窟になった。チック・トリッカー、ルーイ・ザ・ランプ、キッド・グリッフォ、ラフ・ハウス・ホーガン、ビフ・エリソンといった名だたるギャングが出入りし、喧嘩が絶えず、時としてガンファイトも起こった。用心棒にジャック・マクマナスを雇った。1905年4月、アスレティッククラブに警察の抜き打ちのガサ入れがあり、他のメンバーと共に逮捕されたが、タマニー・ホールの息のかかった判事がケリーに無罪を言い渡すと、傍聴席にいた数百人のギャングメンバーの間から拍手が巻き起こった。1905年夏、外套メーカーの組合のスト破りに抜擢され、同時に組合に労働者の統率役で雇われた。レイバースラッギング分野でこれが初めてのケリーの記録となった。

### ファイブ・ポインツとの抗争
ファイブ・ポインツ・ギャングのジャック・シロッコとは提携していたが、仲間割れして抗争した。
1905年5月26日、ジャック・マクマナスがファイブポインツに銃撃され、殺された。
1905年11月23日、ニューブリトンで銃撃を受け、負傷した。一緒にいた用心棒のビル・ハリントンが死亡した。元ファイブポインターでアイルランド系ギャング「ゴファーズ」の頭領となったビフ・エリソンの仕業とされた。銃撃事件後、ロウアー・イースト・サイドのちまちましたギャング抗争に嫌気がさし、賭博や売春の縄張りをジャック・シロッコや"ジミー・ケリー"・ディサルヴィオらファイブポインターに明け渡してロウアー・イースト・サイドを去った。

### 後期キャリア
ハーレムを拠点にして、弟の不動産会社の経営者に名を連ね、正業のビジネスマンとなったが、その陰で労働組合の強請業に進出した。1907年6月、船舶会社White Star shipping lineのストライキ組合員との衝突に対応するため、スト破り要員50名を雇った。1910年9月14日、名前をヴァッカレリに戻した。組合の武闘グループを組織しながら、数々のフロント会社を設立し、合法的な社交クラブも立ち上げた。警察から執拗にマークされ、尾行やいやがらせを受けたケリーは、1912年5月、記者会見を開いて「自分はギャング稼業から足を洗い、今は正業のビジネスマンだ」と説明し、警察を非難した。
1915年までに東海岸港湾組合 (I.L.A) の副支部長に就任し、波止場の荷役人夫を統率して、ストライキを武器に輸送会社から金を搾り取った。労働者の給料単価を釣り上げ、会社側が要求に応じないとストを実施し、会社に損害を与えた（波止場を使えず鉄道輸送に切り替えるとコストは数倍に膨れ上がった）。波止場の労働者からも協賛金の名目で金を吸い上げ、ストに参加しない労働者には配下のギャング団が脅迫・嫌がらせを加えた。1920年代は同組合のスト調停の委員長を務め、労働争議の武闘ギャングを率いて多くの組合のアドバイザーやコンサルタントになった。1931年夏、Loyal Labor Legion委員長に就任すると、組合員・非組合員の別なく待遇は平等にすべきだという、時代を先駆けするキャンペーンを始めた。1936年に死ぬまで労働組合に関わった。1963年、マフィアの内幕を暴露したジョゼフ・ヴァラキは、ポール・ケリーは死ぬぎりぎりまでマフィアとビジネスをしていたと述べている。

## エピソード
- 独学で語学を学びフランス語、イタリア語、スペイン語が話せたという[9]。
- ダンディなギャングで、お洒落だった[9]。
- モンク・イーストマンと1対1の果し合いを行ったが、決着がつかなかった[注釈 5]。
- イーストマンズの副ボスで、183センチ110キロの巨漢ジェイク・シムスキーを左フック一発で倒した伝説がある[9]。
- ニューヨーク初の"ギャング・セレブリティ"（ギャング有名人）になったと言われる[16]。ギャング団を組織してから、ほぼ毎月新聞に載った[5]。シロッコやデサルヴィオらは、ケリーの存在が大きくなり過ぎたため排除に動いたとも一部で言われた。
- ロサンゼルスベースの俳優・コメディアンのグレッグ・ヴァッカレロ（Greg Vaccariello） は又甥にあたる[17]。
- 近年、モレロ一家との繋がりが指摘されている。ハーレムに移った時、モレロ一家の保護下に入ったとの説がある。イースト・ハーレム116丁目の、モレロ一家のテラノヴァ兄弟のアパートに一時一緒に住んでいた。またジョゼフ・ヴァラキの証言によれば、1930年代初め、ブロンクスのナンバーズ賭博利権をヴァラキなどのハーレムギャング仲間の1人ボビー・ドイル（ジローラモ・サントゥッチオGirolamo Santuccio、ジェノヴェーゼ一家）[注釈 6]とシェアしていたとされる[18][19]。

## ギャング神話
長年、ファイブ・ポインツ・ギャングのボスと信じられてきたが、近年の調査でポール・ケリーは自前のギャングのボスであり、ファイブ・ポインツとむしろ争っていたことが判明した。その調査によれば、当時の新聞も、ケリーのギャングとファイブポインツを明確に別のものとして報じている上、ケリーの活動の場はファイブポインツのセクションとは異なる場所だった。イーストマンズとの抗争は小競り合い程度で、伝説と化した1902年の有名なイーストマンズとファイブポインツの抗争はケリーのギャングとは無関係だったが、月日を経てミックスされて神話が形成されたという。ケリーがギャング稼業を止めた時、ラッキー・ルチアーノやアル・カポネは10歳にも満たず、彼らがファイブ・ポインツの下部組織にいたとしても、ケリーとの接触はなかったとする。ファイブポインツのボス又は有力メンバーとして、ジャック・シロッコ、チック・トリッカー、後にリトルイタリー地盤の政治家になるジオヴァンニ・"ジミー・ケリー"・ディサルヴィオらを挙げている。